# As Plêiades (grupo vulcânico)
As Plêiades são um grupo vulcânico de cones jovens e cúpulas junto ao monte Pleiones, um pequeno estratovulcão, sendo o vulcão dominante e se erguendo a 500 m acima do planalto Evans Neve. Três crateras aninhadas no cume se situam no topo do Monte Pleiones. O Cone Taygete nas Plêiades foi datado em 3000 anos, fazendo dele um dos mais jovens centros vulcânicos na Antártida.